# Harry-Max
Harry-Max (parfois orthographié Harry Max) est un acteur français, né le 23 novembre 1901 dans le 10e arrondissement de Paris et mort le 13 mars 1979 à Ivry-sur-Seine (Val-de-Marne).

## Biographie

### Origines
Harry-Max naît sous le nom d'état civil de Maxime Louis Charles Dichamp, le 23 novembre 1901 dans le 10e arrondissement de Paris,, de Jean Auguste Henri Dichamp, militaire, et de Jeanne Suzanne Marguerite Ferrié, son épouse.

### Carrière
Dans la dernière partie de sa vie, Harry-Max participa à de nombreux téléfilms ou séries, parmi lesquels, Les Saintes Chéries, Vidocq, La caméra explore le temps, Les Cinq Dernières Minutes, Sébastien parmi les hommes, et aussi à l'émission de Pierre Sabbagh Au théâtre ce soir.
Il fait un bref passage dans le film Hibernatus avec Louis de Funès dans le rôle d'un très vieil homme, ami de l'hiberné, ainsi que dans Le Chat avec Jean Gabin et Simone Signoret.
Acteur attachant, il était surtout connu pour ses rôles fantaisistes mais pouvait également faire dans le dramatique avec beaucoup de talent.

### Vie privée
Harry-Max épouse en premières noces Dorothy Alice Frettingham le 22 octobre 1936 à Paris, et Odette Foly en secondes noces le 28 avril 1952 à Paris.

### Mort
Harry-Max meurt à l'âge de 77 ans le 13 mars 1979, à Ivry-sur-Seine,.

## Théâtre
- 1929 : L'Amoureuse Aventure de Paul Armont et Marcel Gerbidon, mise en scène Jacques Baumer, théâtre Édouard-VII
- 1950 : Mon bébé de Maurice Hennequin d'après Baby mine de Margaret Mayo, mise en scène Christian-Gérard, théâtre de la Porte-Saint-Martin
- 1952 : La Cuisine des anges d'Albert Husson, mise en scène Christian-Gérard, théâtre du Vieux-Colombier
- 1955 : La Grande Felia de Jean-Pierre Conty, mise en scène Christian-Gérard, théâtre de l'Ambigu
- 1956 : La Nuit du 4 août d'Albert Husson, mise en scène Christian-Gérard, théâtre Édouard-VII
- 1958 : La Cuisine des anges d'Albert Husson, mise en scène Christian-Gérard, théâtre des Bouffes-Parisiens
- 1958 : Plainte contre inconnu de Georges Neveux, mise en scène José Quaglio, théâtre du Vieux-Colombier
- 1958 : Oncle Otto de Jacques Mauclair, mise en scène de l'auteur, théâtre Édouard-VII
- 1958 : Père d'Édouard Bourdet, mise en scène Pierre Fresnay, théâtre de la Michodière
- 1959 : La Copie de Madame Aupic d'après Gian Carlo Menotti, adaptation Albert Husson, mise en scène Daniel Ceccaldi, théâtre des Célestins
- 1961 : La Mouette d'Anton Tchekhov, mise en scène Sacha Pitoëff, théâtre Moderne
- 1962 : Zi'nico... ou les artificiers d'Eduardo De Filippo, mise en scène Michel Fagadau, théâtre de la Gaîté-Montparnasse
- 1962 : Ivanov d'Anton Tchekhov, mise en scène Sacha Pitoëff, Petit Théâtre de Paris
- 1963 : La Vénus de Milo de Jacques Deval, mise en scène Pierre Mondy, théâtre des Célestins
- 1964 : Tim de Pol Quentin, mise en scène Jacques-Henri Duval, théâtre Édouard-VII
- 1964 : Oncle Vania d'Anton Tchekhov, mise en scène Sacha Pitoëff, théâtre Moderne
- 1966 : Ce soir à Samarcande de Jacques Deval, mise en scène Jean Piat, théâtre de Paris
- 1968 : L'Enlèvement de Francis Veber, mise en scène Jacques Fabbri, théâtre Édouard-VII
- 1970 : Le Mari, la Femme et la Mort d'André Roussin
- 1970 : Madame de Remo Forlani, mise en scène Sandro Sequi, théâtre de la Renaissance : le Bouc, planteur déchu
- 1971 : Le Locataire de Joe Orton, mise en scène Jacques Mauclair, théâtre Moderne
- 1973 : L'Honneur des Cipolino de Jean-Jacques Bricaire et Maurice Lasaygues, mise en scène Michel Roux, théâtre Fontaine

## Filmographie

### Cinéma
- 1938 : Monsieur Coccinelle de Dominique Bernard-Deschamps
- 1939 : L'Or dans la montagne (ou Farinet ou l'Or dans la montagne) de Max Haufler
- 1946 : Amours, Délices et Orgues d'André Berthomieu : le chef d'orchestre de l'harmonie
- 1947 : Six Heures à perdre d'Alex Joffé et Jean Lévitte
- 1947 : Le silence est d'or de René Clair : un spectateur
- 1947 : La Taverne du poisson couronné de René Chanas : un mécanicien du bateau
- 1947 : Carré de valets d'André Berthomieu
- 1947 : Monsieur Vincent de Maurice Cloche
- 1947 : Paris une nuit de Jean Devaivre (court métrage)
- 1948 : Blanc comme neige d'André Berthomieu : le juge d'instruction
- 1948 : L'assassin est à l'écoute de Raoul André
- 1948 : Trois Garçons, une fille de Maurice Labro
- 1949 : Le Cœur sur la main d'André Berthomieu : M. Musard
- 1949 : Bal Cupidon de Marc-Gilbert Sauvajon
- 1949 : La Femme nue d'André Berthomieu : le critique
- 1949 : La Ferme des sept péchés de Jean Devaivre
- 1949 : Millionnaires d'un jour de André Hunebelle
- 1950 : Véronique de Robert Vernay
- 1950 : Lady Paname de Henri Jeanson
- 1950 : Cartouche, roi de Paris de Guillaume Radot
- 1950 : Mademoiselle Josette, ma femme d'André Berthomieu : le fondé de pouvoirs
- 1950 : Souvenirs perdus de Christian-Jaque, segment Une couronne mortuaire : le mari jaloux à sa fenêtre
- 1951 : La Belle Image de Claude Heymann
- 1951 : La vie est un jeu de Raymond Leboursier
- 1951 : Le Plus Joli Péché du monde de Gilles Grangier : le patron
- 1951 : Jamais deux sans trois d'André Berthomieu : le maître d’hôtel
- 1951 : La Poison de Sacha Guitry : Henri
- 1951 : Ma femme est formidable d'André Hunebelle : le veilleur de nuit de l'hôtel
- 1952 : Massacre en dentelles d'André Hunebelle
- 1952 : Fanfan la Tulipe de Christian-Jaque: un soldat
- 1952 : Foyer perdu de Jean Loubignac
- 1952 : Le Plus Heureux des hommes d'Yves Ciampi : Dr Moulinot
- 1952 : Le Huitième Art et la Manière de Maurice Régamey
- 1953 : Belle Mentalité ! d'André Berthomieu
- 1953 : L'Esclave de Yves Ciampi : l'impresario
- 1953 : L'Ennemi public numéro un d'Henri Verneuil : le barman
- 1954 : Crainquebille de Ralph Habib : le président
- 1954 : L'Affaire Maurizius de Julien Duvivier : l'avocat
- 1954 : Cadet Rousselle d'André Hunebelle
- 1955 : Les héros sont fatigués d'Yves Ciampi
- 1955 : Je suis un sentimental de John Berry : le typographe
- 1955 : Lola Montès de Max Ophüls
- 1955 : Milord l'Arsouille d'André Haguet
- 1955 : Les Indiscrètes de Raoul André
- 1955 : Bonjour sourire de Claude Sautet : Double Note
- 1956 : Mon curé champion du régiment d'Émile Couzinet
- 1956 : La Loi des rues de Ralph Habib
- 1956 : Les Pépées au service secret de Raoul André
- 1956 : Courte Tête ou Les Ramasse-miettes de Norbert Carbonnaux : Cyril Monvoisin, l'entraîneur de Fred Campuche
- 1956 : Paris, Palace Hôtel d'Henri Verneuil
- 1956 : Mitsou de Jacqueline Audry : le père Boudou
- 1957 : La Polka des menottes de Raoul André : le chef de cabinet du ministre
- 1957 : À pied, à cheval et en voiture de Maurice Delbez
- 1957 : Une Parisienne de Michel Boisrond : l'ambassadeur étranger
- 1958 : Cargaison blanche de Georges Lacombe
- 1958 : Le Septième Ciel de Raymond Bernard : le maire de Cannes
- 1958 : Montparnasse 19 de Jacques Becker
- 1958 : L'Eau vive de François Villiers : le juge de paix
- 1958 : Miss Pigalle de Maurice Cam
- 1958 : À pied, à cheval et en Spoutnik de Jean Dréville : le médecin
- 1958 : Clara et les Méchants de Raoul André : le cafetier
- 1959 : Le Petit Prof de Carlo Rim : un « Mouriot » des pompes funèbres
- 1959 : La Bête à l'affût de Pierre Chenal : Me Doucet, le notaire
- 1959 : Les Affreux de Marc Allégret
- 1960 : Certains l'aiment froide de Jean Bastia : le commissaire
- 1960 : Pierrot la tendresse de François Villiers  : le notaire
- 1961 : Le Tracassin d'Alex Joffé : Crollebois
- 1962 : Comment réussir en amour de Michel Boisrond : le vendeur d'appartements
- 1962 : Les Culottes rouges d'Alex Joffé : Kermadec, le médecin militaire
- 1963 : Maigret voit rouge de Gilles Grangier :  Curtiss
- 1964 : Les Aventures de Salavin de Pierre Granier-Deferre : un clochard
- 1964 : Comment épouser un premier ministre de Michel Boisrond : le père de Marion
- 1968 : Baisers volés de François Truffaut : M. Henri, un détective[3]
- 1969 : Appelez-moi Mathilde de Pierre Mondy : le père de François, complice du rapt
- 1969 : Hibernatus d'Édouard Molinaro : le vieil homme, ancien ami de Paul
- 1970 : Caïn de nulle part de Daniel Daert : Adam
- 1970 : Céleste de Michel Gast : le préposé des bains-douches
- 1971 : Le Chat de Pierre Granier-Deferre : le retraité
- 1971 : Les Assassins de l'ordre de Marcel Carné : le greffier secrétaire du juge Level
- 1971 : Mais qui donc m'a fait ce bébé ? de Michel Gérard
- 1972 : Nous ne vieillirons pas ensemble de Maurice Pialat : le père de Jean
- 1972 : Le Rempart des béguines de Guy Casaril : le grand-père

### Télévision
- 1957 : En votre âme et conscience, épisode Le testament du duc de Bourbon
- 1958 : Contes pour le petit écran
- 1960 : Bastoche et Charles Auguste de Bernard Hecht
- 1962 : La Belle et son fantôme de Bernard Hecht : Maître Aucouturier
- 1962-1965 : La caméra explore le temps
  - épisode : Un meurtre sous Louis-Philippe (1962)
  - épisode : L'affaire Ledru (1965)
- 1963 : La Voix dans le verre de Roger Iglésis
- 1965 : Le Théâtre de la jeunesse : David Copperfield de Marcel Cravenne
- 1965 : Le Théâtre de la jeunesse : Ésope d'Éric Le Hung
- 1966 : Au théâtre ce soir : La Cuisine des anges d'Albert Husson, mise en scène Christian-Gérard, réalisation Pierre Sabbagh, théâtre Marigny : Jules
- 1966 : La Mouette d'après Anton Tchekhov, téléfilm de Gilbert Pineau : Sorine
- 1967 : Saturnin Belloir de Jacques-Gérard Cornu
- 1968 : Les Cinq Dernières Minutes, épisode Les Enfants du faubourg de Claude Loursais : Victor Rouillac
- 1968 : Sébastien parmi les hommes de Cécile Aubry : Thomas
- 1968 : Les Saintes Chéries, épisode  Ève et la Villade de Jean Becker
- 1968 : Une journée toute simple, téléfilm d'Olivier Ricard : Jules
- 1969 : Que ferait donc Faber ? de Dolorès Grassian
- 1970 : Au théâtre ce soir : Le Mari, la Femme et la Mort d'André Roussin, mise en scène Raymond Rouleau, réalisation Pierre Sabbagh, théâtre Marigny : Percier
- 1974 : Au théâtre ce soir : L'Honneur des Cipolino de Jean-Jacques Bricaire, mise en scène Michel Roux, réalisation Georges Folgoas, théâtre Marigny : Anselmo
- 1975 : Les Cinq Dernières Minutes, épisode Le Coup de pouce de Claude Loursais : Adrien Ribon